# Charles Thomas (cestista 1969)
Charles Edward Thomas (Dayton, 3 ottobre 1969) è un ex cestista e allenatore di pallacanestro statunitense, professionista nella NBA, in Finlandia, Australia e Svezia.
È il fratello gemello di Carl Thomas.

## Palmarès
- 2 volte campione USBL (1997, 1998)
- USBL All-Defensive Team (1995)
- Miglior tiratore di liberi USBL (1998)
- Campione CBA (1999)